# Památník Leoše Janáčka
Památník Leoše Janáčka v Hukvaldech je muzeum a památník v Hukvaldech (okres Frýdek-Místek), číslo popisné 79. 
Leoš Janáček, narozen na Hukvaldech 3. července 1854 v místní škole, opustil rodné Hukvaldy v jedenácti letech a přesídlil do Brna. Od jara roku 1888 se však do Hukvald pravidelně vracel. V srpnu 1916, krátce po uvedení Její pastorkyně v Národním divadle jmenovala obec Hukvaldy Leoše Janáčka svým čestným občanem. V poděkování obecnímu výboru se skladatel vyznává: „Vždyť víte, že s celou duší lnu k těm našim chaloupkám, k těm lesům, ku všemu jak to leží a běží pod Hukvaldy!” 
Při svých pravidelných návštěvách Hukvald o letních prázdninách, někdy i o Vánocích a na jaře pobýval Janáček u rodiny Sládkových. Janáček na Hukvaldech navštěvoval i své sourozence: sestru Josefu Dohnalovou a Františka Janáčka, který se do rodné obce vrátil – ačkoliv ne na stálo – z Petrohradu a v roce 1905 zde zakoupil domek na Velké Straně (nyní Podoboří), původní dům Jiřího Strnadela z roku 1790. Pečlivost, se kterou František nakreslil plány domku, nasvědčuje tomu, že chtěl dům zvelebit a na stáří se v něm trvale usadit. Tři roky nato však zemřel a jeho žena Máša, která byla na Hukvaldech cizinkou, koncem roku 1921 prodala dům švagrovi Leošovi a za čas se odstěhovala ke svým polským příbuzným. Trvalým obyvatelem domu pak zůstala rozvedená sestra Josefa. Janáček byl na svůj dům náležitě hrdý a nazýval jej „statkem zemanským“. Na Hukvaldech přikoupil ještě dvě lesní parcely na nedaleké Babí hůře, kde nechal vysázet nové stromy. Na domě zahájil opravu střechy, nechal odvodnit podmáčený sklep. V lednu roku 1928 se podařilo do domu zavést elektřinu. Nad jihozápadní stranou domu dal vystavět patrovou přístavbu s jednou místností a k ní vybudoval přístupové schodiště. Přístavbu, jež byla dokončena necelé tři měsíce před Janáčkovou smrtí, projektoval brušperský stavitel Valentin Klajný. Janáček si dal záležet i na vybavení domu; zakoupil zrcadlo s mramorovou deskou a nechal zrestaurovat starodávný stůl z původního majetku rodu Pálffyů. Připravoval tak dům na návštěvu přítelkyně Kamily Stösslové, s níž na počátku srpna 1928 trávil na Hukvaldech poslední dny svého života. Leoš Janáček zemřel v Ostravě 12.  srpna 1928.
Ve své poslední vůli odkázal Leoš Janáček domek se zahradou a polem obci Hukvaldy spolu s částkou 20 000 korun určených na údržbu statků. Jeho manželka Zdenka měla doživotní právo dům využívat a sestře Josefa měla vyhrazenou samostatnou světnici. Pro případ, že nikdo z pozůstalých nebude mít o dům zájem, určil Janáček, že světnička má být nadále k dispozici neženatému učiteli nebo neprovdané učitelce s povinností na dům dohlížet a dva hlavní pokoje měly být ponechány v nezměněném stavu. 
Zdenka Janáčková zpřístupnila domek 17. července 1933 veřejnosti; z počátku měl sloužit předem ohlášeným návštěvám nebo pro významné události. Během války až do roku 1945 v domě bydlela rodina četnického strážmistra, od roku 1948 pak rodina učitele Petra Eliáše, který provedl částečnou úpravu vnitřních prostor. Obec Hukvaldy spravovala dům do roku 1959. 
Na základě vzájemné dohody podepsané na podzim 1962 mezi Československým státem a Českým hudebním fondem došlo „v zájmu dokonalé péče o Památník Leoše Janáčka” k převodu majetku do vlastnictví nestátní organizace Český hudební fond v Praze, který nechal provést základní opravy a za spolupráce brněnských janáčkovských odborníků instaloval v horním pokoji expozici, dokumentující Janáčkův vztah k rodnému kraji. Smlouvou ze dne 5. 10. 1994 darovala Nadace Český hudební fond hukvaldský Památník Nadaci Leoše Janáčka, která po vyřešení vlastnického sporu v roce 1997 přistoupila ke generální opravě celého objektu. Při opravě se snažila co nejvíce přiblížit stavu domu, v jakém jej roku 1928 Leoš Janáček opustil. Památník byl slavnostně znovuotevřen v červenci 2000. Jeho generální oprava se uskutečnila za výhradního přispění Nadace Leoše Janáčka a veřejnosti byl celý rekonstruovaný objekt předán i s naučnou expozicí „Kořeny - Inspirace – Žeň“, která mapovala Janáčkův vztah k rodným Hukvaldům a dokumentovala sepětí genia loci se skladatelovým dílem. Autorkami výstavy o Janáčkově životě a díle byla Svatava Přibáňová a Alena Němcová, výtvarnou podobu vytvořili Jáchym Šerých a Jiří Matějů. Expozice byla přístupna do roku 2019.
Historická část Památníku sestává ze tří místností v přízemí domku. Zde je uchovává původní interiér domu včetně vybavení z dob Janáčkova užívání. Návštěvníci si mohou prohlédnout salón, ložnici a kuchyň.
Nová interaktivní expozice „Leoš Janáček na Hukvaldech“, kterou otevřela Nadace Leoše Janáčka v roce 2019, přiblíží návštěvníkům Janáčkův rodný kraj a hukvaldské přátele, skladatelovy inspirační podněty, folkloristickou činnost i zapisování nápěvků mluvy. Autorkou scénáře k výstavě je PhDr. Jarmila Procházková, Ph.D., výtvarné řešení vytvořily Zuzana Strakošová a Pavla Strakošová. Veřejnosti slouží také audiovizuální místnost v prvním poschodí; zde si návštěvníci mohou poslechnout nahrávky Janáčkových skladeb či zhlédnout hudební filmy o skladatelově životě a díle. Jako průvodce po místech, která Janáček pravidelně navštěvoval, vznikla také mobilní aplikace „Hukvaldy: Po stopách Leoše Janáčka“. 
Památník v Hukvaldech je otevřen denně kromě pondělí:
- duben: 10 – 16:30
- květen: 10 – 17
- červen: 10 – 18
- červenec: 10 – 18
- srpen: 10 – 18
- září: 10 – 17
- říjen: 10 – 16:30

V zimním období od listopadu do března je Památník přístupný po telefonické domluvě.